# Rompecabezas
Rompecabezas è un film del 2010 diretto da Natalia Smirnoff.

## Trama
Maria conduce una vita all'insegna della normalità, donna di casa in una famiglia come tante. Il giorno del suo cinquantesimo compleanno le regalano un puzzle. Maria scopre di avere un dono particolare nel risolvere il rompicapo ed esce pian piano dal suo guscio. Si assiste quindi  all'evoluzione interiore di questa donna delicata e dimessa dietro il cui carattere schivo e gentile, si nasconde una natura caparbia, determinata, e forse un po' ossessiva. Maria scoprirà un'altra se stessa senza però perdersi. Il puzzle diventa così una metafora dello sforzo costante di mettere insieme i pezzi diversi della nostra esistenza cercando di formare un'unità, un tutto dotato di senso.